# The Hills
The Hills er en amerikansk spin-off reality Tv-serie sendt på MTV fra maj 2006 til juli 2010. Serien er udviklet fra reality TV-serien Laguna Beach: The Real Orange County og følger dennes originale hovedperson, Lauren Conrad, og hendes private og professionelle liv i Los Angeles efter high school. Der blev i alt produceret 6 sæsoner, hvor de første fem havde Conrad som hovedperson. Herefter overtog den også tidligere Laguna Beach: The Real Orange County medvirkende, Kristin Cavalleri, denne rolle.
| Fjernsyn | Spire Denne artikel om et tv-program er en spire som bør udbygges. Du er velkommen til at hjælpe Wikipedia ved at udvide den. |